# Великі Чапурники
Великі Чапурники (рос. Большие Чапурники) — село у Світлоярському районі Волгоградської області Російської Федерації.
Населення становить 3228  осіб. Входить до складу муніципального утворення Большечапурниковське сільське поселення.

## Історія
Село розташоване у межах українського історичного та культурного регіону Жовтий Клин.
Згідно із законом від 14 травня 2005 року № 1059-ОД органом місцевого самоврядування є Большечапурниковське сільське поселення.

## Населення
| 1939 | 2002  | 2010  |
| ---- | ----- | ----- |
| 2068 | ↗3205 | ↗3228 |